# Yllenus tschoni
Yllenus tschoni là một loài nhện trong họ Salticidae.
Loài này thuộc chi Yllenus. Yllenus tschoni được Lodovico di Caporiacco miêu tả năm 1936.